# Font Freda (Montadó)
La Font Freda és una font del terme municipal d'Isona i Conca Dellà, en territori del poble de Montadó, de l'antic municipi de Benavent de Tremp.
Està situada a l'extrem meridional de l'enclavament de Montadó i de tot el seu terme municipal. És a la riba dreta del barranc de Gramenet, en un lloc de difícil accés.